# Of Montreal

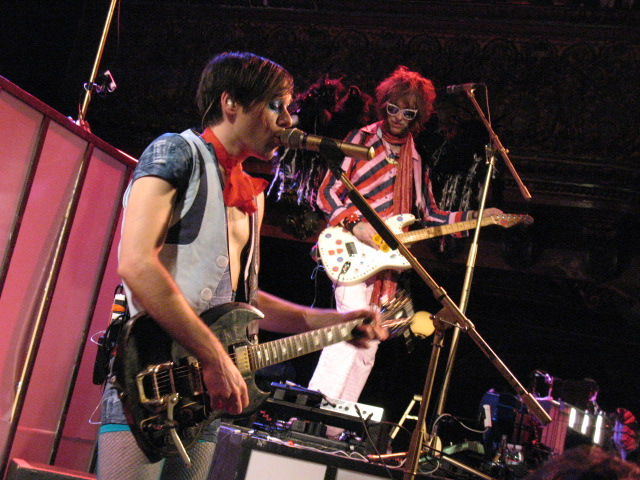
Zanger en gitarist Kevin Barnes met gitarist Bryan Poole tijdens een optreden in San Francisco in 2007

of Montreal (gespeld zonder hoofdletter vooraan) is een popgroep uit de Verenigde Staten die zich voornamelijk toe heeft gelegd op muziek in de indie-stijl. De groep is in 1997 gevormd in Athens. of Montreal heeft sinds de oprichting 10 albums uitgebracht. De groep is opgericht door zanger/gitarist en liedschrijver Kevin Barnes, en telt vier leden. De naam is ontstaan door een stukgelopen liefde van Barnes met een vrouw uit Montreal. De groep heeft verder geen banden met de Canadese stad.

## Muziek
De muziek van de band wordt door critici onder meer gelieerd aan psychedelische rock en funk. Om die reden wordt de band regelmatig vergeleken met acts zoals MGMT, Flaming Lips, Prince en de twee bands Neutral Milk Hotel en Beulah, die net als of Montreal uit het indiecollectief The Elephant 6 Recording Company zijn ontstaan.
of Montreal staat bekend om zijn optredens, die omschreven worden als theatraal en experimenteel. De optredens worden regelmatig afgesloten met covers van bekende artiesten zoals Nirvana of Michael Jackson.

## Discografie
- 1997 Cherry Peel
- 1998 The Bedside Drama: A Petite Tragedy
- 1999 The Gay Parade (Bar/None)
- 2001 Coquelicot Asleep in the Poppies: A Variety of Whimsical Verse
- 2002 Aldhils Arboretum
- 2004 Satanic Panic in the Attic
- 2005 The Sunlandic Twins
- 2007 Hissing Fauna, Are You the Destroyer?
- 2008 Skeletal Lamping
- 2010 False Priest
- 2012 Paralytic Stalks
- 2013 Lousy With Sylvianbriar
- 2015 Aureate Gloom
- 2016 Innocence Reaches